# Hexatoma minensis
Hexatoma minensis là một loài ruồi trong họ Limoniidae. Chúng phân bố ở miền Cổ bắc.